# Linum flagellare
Linum flagellare är en linväxtart som först beskrevs av John Kunkel Small, och fick sitt nu gällande namn av H. Winkler. Linum flagellare ingår i släktet linsläktet, och familjen linväxter. Inga underarter finns listade i Catalogue of Life.